# Albin Wolf
Albin Wolf (Naila, 28 ottobre 1920 – Pskov, 2 aprile 1944) è stato un aviatore tedesco, asso della Luftwaffe, durante la seconda guerra mondiale gli vennero accreditate 144 vittorie aeree.

## Biografia

### Primi anni di vita e carriera
Wolf nacque il 28 ottobre 1920 a Neuhaus, l'attuale frazione di Selbitz nel distretto di Hof, all'epoca nel distretto di Naila, in Baviera. Suo padre era un operaio salariato. In seguito al diploma, si arruolò nel 1940 nella Luftwaffe. Nell'autunno del 1941, dopo aver concluso l'addestramento al volo, fu assegnato al 2. Staffel (2º squadrone) del Jagdgeschwader 1 (1º stormo caccia) con sede a Jever. Con il grado di Unteroffizier (sottufficiale), volò con questa unità nella Difesa del Reich fino al maggio del 1942.

### Seconda guerra mondiale
Nel maggio del 1942, Wolf fu trasferito al 6. Staffel del Jagdgeschwader 54, operante nel settore settentrionale del fronte orientale. In quel periodo fu nominato gregario di Hans Beißwenger. Il Il. Gruppe (2º gruppo) del JG 54, al quale era subordinato il 6. Staffel, era una delle unità della Luftwaffe che combatteva a sostegno del Gruppo dell'Armate Centro, impegnato nel Kholm Pocket e nella sacca di Demjansk.
Wolf ottenne la sua prima vittoria aerea, un Ilyushin Il-2, abbattuto il 6 agosto 1942 nelle vicinanze di Zubcov durante la battaglia di Ržev. In seguito alla sua quarta richiesta di conferma di vittoria aerea, depositata il 30 settembre, gli fu assegnata la Croce di Ferro di 2ª Classe (Eisernes Kreuz zweiter Klasse) il giorno successivo. Il 23 marzo 1943, il suo numero di vittorie aeree era salito a diciotto in seguito ad un combattimento nelle vicinanze di Leningrado. Ciò portò all'assegnazione del Coppa d'Onore della Luftwaffe (Ehrenpokal der Luftwaffe) il 30 aprile 1943. Il 12 luglio, durante la battaglia di Kursk, le forze sovietiche lanciarono la loro controffensiva denominata Operazione Kutuzov. Il giorno successivo, il generale Paul Deichmann inviò l'equivalente di otto Jagdgruppen per difendere le truppe tedesche dalla 15ª armata aerea sovietica. Quella mattina Wolf affermò di aver abbattuto caccia sovietico. Il 2 agosto 1943 ottenne la sua trentasettesima, trentottesima, trentanovesima e quarantesima vittoria. Al 4 settembre 1943 aveva accumulato 78 vittorie aeree confermate. Nel novembre del 1943, a Wolf fu attribuita la sua centesima vittoria aerea. Fu il 59º pilota della Luftwaffe a raggiungere il traguardo del secolo. A seguito della sua centodiciassetteesima vittoria, il 22 novembre 1943 ricevette la Croce di Cavaliere della Croce di Ferro (Ritterkreuz des Eisernen Kreuzes).
Il 24 dicembre 1943, in seguito alla ritirata tedesca durante la battaglia del Dnepr (26 agosto - 23 dicembre 1943), le forze sovietiche iniziarono l'offensiva di Žytomyr-Berdyčiv come parte dell'offensiva Dnepr-Carpazi. L'avanzata sovietica minacciò l'aeroporto tedesco situato a Bila Cerkva e di conseguenza al II. Gruppe del JG 54 venne ordinato, il 27 dicembre, di trasferirsi a Ternopil'. Il trasferimento venne tentato in condizioni meteorologiche avverse. Due giorni dopo, il 29 dicembre, decollarono ventiquattro aerei, ma solo uno arrivò direttamente a Ternopil'. Molti aerei andarono perduti quel giorno, tra cui il Focke-Wulf Fw-190 A-6 ( Werknummer 531087 - numero di fabbrica) pilotato da Wolf. Wolf dovette eseguire un atterraggio di emergenza rimanendo però gravemente ferito. Il 18 gennaio 1944 fu nominato Staffelkapitän (capo squadriglia) della 6. Staffel , succedendo all'Oberleutnant Horst Ademeit che era stato trasferito.

### Ultimi abbattimenti e fine
Il 23 marzo 1944 Albin Wolf ottenne la sua 135ª vittoria aerea ottenuta, essa fu anche la 7 000esima del JG 54. Il due aprile 1944, alle ore 09:30, Wolf fu ucciso in azione 20 chilometri a sud-est di Pskov. Durante un combattimento aereo a bassa quota con un caccia Yakovlev Yak-9, il suo Fw-190 A-6 ( Werknummer 551142—numero di fabbrica) venne colpito direttamente da un proiettile antiaereo. Fu promosso postumo a Oberleutnant (primo tenente) e il 27 aprile 1944 venne insignito della Croce di Cavaliere della Croce di Ferro con foglie di quercia (Ritterkreuz des Eisernen Kreuzes mit Eichenlaub). Divenne così il 464º membro delle forze armate tedesche ad essere onorato della Croce di Ferro con foglie di quercia. A Wolf successe il tenente Heinrich Sterr come comandante del 6. Staffel. Sterr morì pochi mesi dopo, il 26 novembre 1944.

## Vittorie aeree reclamate
Secondo lo storico statunitense David T. Zabecki, a Wolf furono attribuite 144 vittorie aeree. Mathews e Foreman, autori di Luftwaffe Aces - Biographies and Victory Claims, effettuarono ricerche negli archivi federali tedeschi dove trovarono documenti per 142 rivendicazioni di vittorie aeree, tutte rivendicate sul fronte orientale.